# 黯然銷魂飯
黯然銷魂飯是香港的一道米飯餐點，原是1996年香港電影《食神》，香港喜劇巨星周星馳為競逐電影中的「食神最終大賽」而製作的一道菜餚，後來成為酒樓、茶餐廳及燒臘飯店的餐點。

## 詞源
「黯然銷魂」此詞是出自於《文選·江淹〈別賦〉》，而金庸鉅著《神雕俠侶》中楊過創出「黯然銷魂掌」這招式。楊過當年在與小龍女在絕情谷斷崖失散後，獨自赴東海苦練武功，排解與妻失散之痛。這與周星馳在《食神》中，於少林寺中思念為自己擋下殺手一槍而被認為已遇害的女主角莫文蔚的情境，有異曲同工之妙。

## 材料

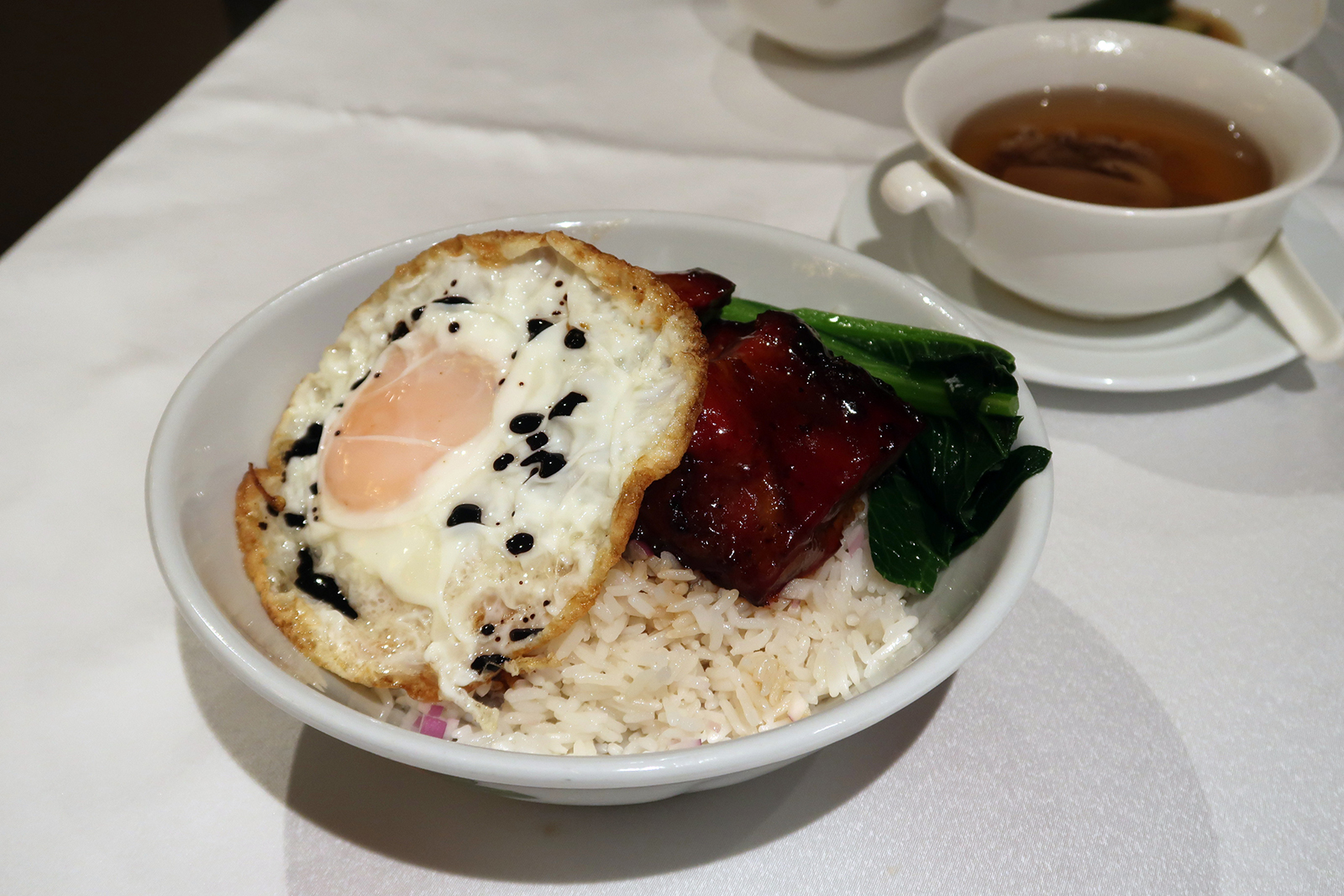
香港銅鑼灣六國酒店的黯然銷魂飯

黯然銷魂飯本質是「叉燒煎蛋飯」，即在叉燒飯加上荷包蛋、洋蔥及青江菜。由於《食神》的劇情中提到黯然銷魂飯加有可使人流淚的洋蔥，因此有人認為如沒有洋蔥就只能叫做「叉蛋飯」，不算黯然銷魂飯。

## 影響
「黯然銷魂飯」原本只是周星馳在電影中之戲稱，由於《食神》電影賣座，因此遠至台灣及新加坡也有一些港式食肆供應「黯然銷魂飯」。
現在香港有茶餐廳及大牌檔供應以「黯然銷魂飯」命名的碟頭飯，甚至有酒店曾經進行製作「黯然銷魂飯」的比賽。

## 外部連結
- 黯然銷魂飯@上海灘 （页面存档备份，存于）

 维基共享资源上的相關多媒體資源：黯然銷魂飯